# Coalition PSD/CDS
Pour les articles homonymes, voir PAF.
La Coalition PSD/CDS (en portugais: Coligação PSD/CDS) est une coalition politique portugaise de droite récurrente composée du Parti social-démocrate (PPD/PSD) et du CDS – Parti populaire (CDS-PP).

## Contexte
La coalition s’est présentée sous le nom Coalition Açores (Coligação Açores), pour les élections législatives régionales des Açores de 2004, de Allez le Portugal (Força Portugal) pour les élections européennes de 2004, et de l'Alliance Portugal (Aliança Portugal) pour les élections européennes de 2014. À cette occasion, la coalition remporte 27 % des suffrages et fait élire 7 députés au Parlement européen qui siègent au sein du groupe du Parti populaire européen pour la 8e législature.
Le 25 avril 2015, les deux partis s'entendent et signent un premier pré-accord en vue de renouveler la coalition pour les élections législatives de la même année. L'alliance est formellement conclue le 16 mai 2015 par Pedro Passos Coelho, président du PSD qui prend la tête de la coalition et Paulo Portas, président du CDS.
Le projet politique est fixé le 3 juin 2015 et la coalition est déclarée officiellement en lice pour les élections en date du 20 juin 2015. Son nom avait été fixé quelques jours auparavant, le 5 juin 2015 à Aveiro.
Aux élections législatives du 5 octobre 2015, le PSD et le CDS-PP présentent donc liste commune, arrivant en tête du scrutin et obtenant 38,5% des voix et 107 députés à l'Assemblée de la République du Portugal. Néanmoins, le Parti socialiste et 86 ses sièges réussit à conclure un accord de soutien sans participation avec le Bloc de gauche et la Coalition démocratique unitaire, lui permettant de former un gouvernement minoritaire et reléguant l'alliance PàF dans l'opposition.
Sa dissolution fut par la suite naturelle, dans la mesure où les deux partis retrouvèrent l'opposition et commencèrent à afficher des positions divergentes.
L'alliance est reconstituée à l'occasion des élections législatives de 2025, après que le Parti populaire monarchiste ait quitté la précédente alliance électorale. Elle prend la dénomination officielle d'AD – COALITION PSD/CDS (en portugais : AD – COLIGAÇÃO PSD/CDS).

## Résultats électoraux

### Élections législatives

Résultats des élections législatives portugaises 2015 par districts.

| Année | Voix      | %         | Sièges        | Rang    | Statut                               |
| ----- | --------- | --------- | ------------- | ------- | ------------------------------------ |
| 2015  | 2 086 165 | 38,6      | 107 / 230     | 1er     | XXe (2015) et opposition (2015-2019) |
| 2022  | 50 636    | 0,93 40,8 | 3 / 230 3 / 6 | 10e 1re | Opposition (XXIIIe)                  |

### Élections européennes
| Année | Voix      | %    | Sièges | Tête de liste         | Rang | Groupe |
| ----- | --------- | ---- | ------ | --------------------- | ---- | ------ |
| 2004  | 1 132 769 | 33,3 | 9 / 24 | João de Deus Pinheiro | 2e   | PPE-DE |
| 2014  | 909 442   | 27,7 | 7 / 21 | Paulo Rangel          | 2e   | PPE    |

### Élections régionales

#### Région autonome des Açores
| Année | Voix   | %    | Sièges  | Rang | Statut     |
| ----- | ------ | ---- | ------- | ---- | ---------- |
| 2004  | 38 883 | 36,8 | 21 / 52 | 2e   | Opposition |

#### Région autonome de Madère
| Année | Tête de liste      | Voix   | %     | Rang | Sièges  | Statut              |
| ----- | ------------------ | ------ | ----- | ---- | ------- | ------------------- |
| 2023  | Miguel Albuquerque | 58 399 | 43,13 | 1re  | 23 / 47 | Gouvernement (XIVe) |